# Boksarska vstaja
Boksarska vstaja, boksarski upor (poenostavljeno kitajsko: 义和团运动; tradicionalno kitajsko: 義和團運動; pinjin: Yìhétuán yùndòng) ali jihetuansko gibanje je bil upor na severu Kitajske, uperjen proti tujcem, imperializmu in krščanskim misijonarjem. Začel se je v pozni dinastiji Čing leta 1899 in končal leta 1901. Upor je organiziralo Društvo pravičnih in složnih pesti (Jihečuan). Uporniki so bili v angleško govorečem delu sveta "boksarji", ker je veliko njih vadilo kitajske borilne veščine, takrat znane kot "kitajski boks". Upornike je porazila vojska osmih tujih zavezniških držav. 
Po prvi kitajsko-japonski vojni leta 1895 so se kmetje na severu Kitajske bali širjenja tujih vplivnih sfer in zamerili razširitev privilegijev krščanskih misijonarjev, ki so jih tujci uporabljali za zaščito svojih privržencev. Leta 1898 je severna Kitajska doživela več naravnih nesreč, vključno s poplavami Rumene reke in sušami, za katere so boksarji krivili tuje in krščanski  vpliv. Na začetku leta 1899 se je gibanje razširilo po Šandongu in Severnokitajski nižini, uničevalo tujo lastnino, kot so železnice, ter napadalo ali ubijalo krščanske misijonarje in kitajske kristjane. Dogodki so dosegli vrh junija 1900, ko so se uporniki, prepričani, da so neranljivi za tuje orožje, zbrali v Pekingu s sloganom "Podprite vlado Čingov in iztrebite tujce". 
Diplomati, misijonarji, vojaki in nekaj kitajskih kristjanov so se zatekli v diplomatsko poslansko četrt v Pekingu, ki so jo boksarji oblegali. Na Kitajsko je zatem prišla vojska osmih zavezniških držav, sestavljena iz ameriških, avstro-ogrskih, britanskih, francoskih, nemških, italijanskih, japonskih in ruskih vojakov, da bi razbila oblegovalce, in 17. junija napadla trdnjavo Dagu v Tjandžinu. Cesarica vdova Ciši je sprva oklevala in nato podprla  boksarje in 21. junija izdala cesarski odlok, ki je bil dejansko vojna napoved  invazijskim silam. Kitajsko uradništvo je bilo razdeljeno na tiste, ki so podpirali boksarje, in tiste, ki so bili na čelu s princem Čingom naklonjeni spravi.  Vrhovni poveljnik kitajskih sil, mandžurski general Ronglu (Džunglu), je pozneje trdil, da je s svojimi ukrepi poskušal zaščititi tujce. Uradniki v južnih provincah so cesaričin ukaz za  boj proti tujcem ignorirali. 
Zavezništvo osmih držav, ki sta ga cesarska kitajska vojska in boksarska milica sprva zavrnila, je na Kitajsko poslala 20.000 oboroženih vojakov. Zavezniška vojska je v Tjandžinu porazila cesarsko vojsko in 14. avgusta prispela v Peking in razbila petinpetdesetdnevno obleganje poslanske četrti. Sledilo je ropanje prestolnice in okoliškega podeželja in maščevalne usmrtitve vseh, ki so bili osumljeni, da so boksarji. Boksarski protokol z datumom 7. september 1901 je predvideval usmrtitev vseh vladnih uradnikov, ki so podpirali boksarje, namestitev tujih vojakov v Pekingu in plačilo 450 milijonov taelov srebra odškodnine v naslednjih  39 letih osmim osvajalskim državam. Vsota je presegala letne davčne prihodke kitajske vlade. Ravnanje dinastije Čing med boksarskim uporom je dodatno oslabilo njen nadzor nad Kitajsko in pripeljalo do velikih vladnih reform. 

## Ozadje

### Izvor boksarjev
Gibanje Pravične in složne pesti (Jihečuan) je nastalo v celinskih delih severne obalne province Šandong, ki so jo  dolgo pestili družbeni nemiri, verske ločine in oborožene združbe. Ameriški krščanski misijonarji so bili verjetno prvi, ki so dobro izurjene, atletsko grajene mladeniče imenovali "boksarji", zaradi borilnih veščin, ki so jih vadili, in urjenja z orožjem. Njihova primarna praksa je bila duhovna. Vključevala je obredno sukanje mečev, nasilne prostracije in zaklinjanja božanstev.
Priložnosti za boj proti zahodnim vplivom in kolonizaciji so bile še posebej privlačne za brezposelne vaške moške, med katerimi je bilo veliko najstnikov. Tradicija posedovanja neranljivosti je segala nekaj sto let v preteklost in dobila poseben pomen proti močnemu novemu orožju Zahoda. Boksarji, oboroženi s puškami in meči, so trdili, da so nadnaravno neranljivi pred topovi, streli iz puške in napadi z nožem. Skupine boksarjev so trdile, da se bodo milijoni vojakov spustili iz nebes, da bi jim pomagali očistiti Kitajsko tujih zatiralcev.
Leta 1895 je prefekt Caodžova in kasnejši guverner Jušjan kljub različnim pogledom na njihove heterodoksne prakse sodeloval z Družbo velikih mečev, katere prvotni namen je bil boj proti razbojnikom. Nemški katoliški misijonarji Družbe Božje besede so okrepili svojo prisotnost na tem območju, deloma tako, da so lahko sprejeli precejšen del spreobrnjencev, ki so "potrebovali zaščito pred zakonom". Ob neki priložnosti je leta 1895 velika razbojniška tolpa, ki jo je premagala družba Družba velikih mečev, trdila, da so katoličani, da bi se izognili sodnemu pregonu. Meja med kristjani in razbojniki je postajala vedno bolj nejasna.
Nekateri misijonarji, kot je Georg Maria Stenz, so svoje privilegije uporabili tudi za posredovanje v tožbah. Veliki meči so se odzvali tako, da so napadali katoliške posesti in cerkve in jih požigali. Guverner Jušjan je pod diplomatskim pritiskom iz prestolnice usmrtil več voditeljev Velikega meča, vendar ni kaznoval nikogar drugega. Po usmrtitvah se je začelo pojavljati vedno več tajnih združb.
Prva leta so bila združbe lokalne in ne široko gibanje z enotnim ciljem, vendar so utrle pot boksarjem. Boksarji iz Šandonga so bili bolj kot zaradi tujih vplivov zaskrbljeni zaradi pomanjkanja tradicionalnih družbenih in moralnih vrednot, kot je sinovska pobožnost. Eden od voditeljev, Džu Hongdeng (Džu Rdeča svetilka), je začel kariero kot potujoči zdravilec, specializiran za kožne razjede, in pridobil široko spoštovanje z zavračanjem plačil za svoje zdravljenje. Džu je trdil, da izvira iz cesarjev dinastije Ming, saj je imel njihov priimek. Napovedal je, da je njegov cilj "oživiti Čing in uničiti tujce".
Boksarji so na tujce gledali kot na nosilce tujih vplivov. Njihovi "primarni vragi" so postali krščanski misijonarji, "sekundarni vragi" pa kitajski spreobrnjenci v krščanstvo. Oboje je bilo treba spreobrniti, izgnati ali ubiti.

### Vzroki za konflikt in nemire
Boksarska vstaja je bila protiimperialistično gibanje, ki je skušalo izgnati tujce iz Kitajske in odpraviti sistem tujih koncesij in s pogodbami najetih pristanišč.(str.131)  Upor je imel več vzrokov.(str.211)
Stopnjevanje napetosti je povzročilo, da so se Kitajci obrnili proti "tujim vragom", ki so se v poznem 19. stoletju prerivali za oblast. Gibanje so sprožili uspehi Zahoda pri obvladovanju Kitajske, naraščajoče protiimperialistično razpoloženje in ekstremne vremenske razmere. Suša, ki so ji sledile poplave v provinci Šandong v letih 1897–1898, je prisilila kmete, da so pobegnili v mesta in iskali hrano za preživetje.
Glavni vzrok nezadovoljstva na severu Kitajske je bila misijonarska dejavnost. Boksarji so nasprotovali predvsem dejavnostim nemških misijonarjev v Šandongu in nemški koncesiji v Čingdau.(str.131) Sporazum iz Tjandžina in Pekinška konvencija, podpisana leta 1860 po drugi opijski vojni, sta tujim misijonarjem podelila svobodo pridiganja kjer koli na Kitajskem in pravico do nakupa zemljišč za gradnjo cerkva. Prebivalstvo je bilo zelo ogorčeno zaradi odvzema kitajskih templjev in njihove zamenjave s katoliškimi cerkvami, ki so veljale za zavestno motenje starodavne kitajske veščine skladnega urejanja zunanjega in notranjega prostora (feng šuj).(str.211)
Naslednji vzrok nezadovoljstva med Kitajci je bilo uničevanje kitajskih grobišč, da bi se naredil prostor za nemške železnice in telegrafske zveze.(str.211) Nemški odgovor na kitajske proteste proti nemškim železnicam je bilo streljanje protestnikov.(str.271)
K uporu so prispevale tudi slabe gospodarske razmere v Šandongu.(str.270) Gospodarstvo severnega Šandonga je bilo osredotočeno na proizvodnjo bombaža, ki jo je zelo oviral uvoz tujega bombaža.(str.270) Zmanjšal se je tudi promet po Velikem kanalu med rekama Čjantang in Jangce, kar je dodatno spodkopavalo gospodarstvo.(str.270)
Veliko ogorčenje je povzročil nemški katoliški duhovnik Georg Stenz, ki je verjetno serijsko posiljeval Kitajke v okrožju Džuje v Šandongu.(str.211)  V napadu, znanem kot incident Džuje, so kitajski uporniki poskušali ubiti Stenza v njegovem misijonu.(str.211) Ker ga niso našli, so ubili dva druga misijonarja. Nemčija je poslala svoje Vzhodnoazijsko ladjevje zasest zaliv Džjapdžov na južni obali polotoka Šandong.
Decembra 1897 je cesar Viljem II. izjavil, da namerava zasesti del  Kitajske, kar je sprožilo "borbo za koncesije", v kateri so si tudi Velika Britanija, Francija, Rusija in Japonska zagotovile svoje vplivno področje na Kitajskem. Nemčija je pridobila izključni nadzor nad razvojnimi posojili, rudarstvom in lastništvom železnic v provinci Šandong. Rusija je pridobila vpliv na vsem ozemlju severno od Kitajskega zidu) in precejšnje davčne olajšave za trgovanje v Mongoliji in Šindžjangu. Ruske koristi so bile podobne nemškim v provincah Fengtjan, Džilin in Hejlongdžjan. Francija je pridobila vpliv v Junanu, večino provinc Guangšdžjan in Guangdong, Japonska provinco Fudžjan, Velika Britanija pa celotno porečje Jangceja.
Prošnjo Italije za provinco Džedžjang je kitajska vlada zavrnila. Na zakupljenih in koncesijskih ozemljih so imele tuje sile polno oblast. Ruska vlada je svoje ozemlje zasedla z vojsko, uvedla svojo zakonodajo in šolstvo,  prevzela prednostno pravico rudarjenja in sečnje lesa, naselila svoje državljane in v več mestih celo vzpostavila svojo občinsko upravo.
Oktobra 1898 je skupina boksarjev napadla krščansko skupnost vasi Lijuantun, kjer je bil tempelj žadastega cesarja spremenjen v katoliško cerkev. Spori okoli cerkve so se začeli že leta 1869, ko je bil tempelj podeljen krščanskim vaščanom. Incident je bil prvi, v katerem so boksarji uporabili slogan "Podprite Čing, uničite tujce!",  po katerem so bili znani kasneje.
Boksarji so se v spopadih s cesarsko vojsko sprva imenovali "Milica, združena v pravičnosti".  Z uporabo besede "milica" namesto "boksarji" so se želeli distancirali od prepovedanih sekt borilnih veščin in skušali svojemu gibanju dati legitimnost skupine, ki je zagovarjala ortodoksnost.
Nasilje nad misijonarji in kristjani je sprožilo ostre odzive diplomatov, ki so ščitili svoje interese in svoje državljane. Leta 1899 je francoski minister v Pekingu pomagal misijonarjem pridobiti odlok, ki je vsem redovom v rimskokatoliški hierarhiji  podelil status pravne osebe, kar je omogočilo lokalnim duhovnikom podpreti  svoje ljudi v pravnih ali družinskih sporih in zaobiti lokalne uradnike. Ko je nemška vlada prevzela Šandong, so se številni Kitajci bali, da so tuji misijonarji in morda vse krščanske dejavnosti imperialistični poskusi "rezljanja melone", se pravi kolonizacije Kitajske po delih. Kitajski uradnik je sovražnost do tujcev jedrnato izrazil z naslednjo izjavo: "Odnesite svoje misijonarje in svoj opij in boste dobrodošli."
Leta 1899 se je boksarska vstaja razvila v množično gibanje.(str.131) Leto prej sta reformo cesarja Guangšuja po sto treh dneh z državnim udarom prekinila cesarica vdova Ciši in general Juan Šikaj.(str.12-13) Politična elita Činga se je ukvarjala z vprašanjem, kako obdržati svojo oblast,(str.13) vlada pa je na boksarje začela gledati kot na sredstvo za pomoč pri zoperstavljanju tujim silam.(str.13)
Kitajci so za povzročitelje nacionalne krize na splošno šteli tuje agresorje, kasneje pa je jim je bilo veliko Kitajcev za to hvaležnih. Vlada Činga je bila namreč zelo pokvarjena. Preprosti ljudje so se pogosto soočali z izsiljevanjem vladnih uradnikov, vlada pa jim ni nudila nobene zaščite.

## Vojska dinastije Čing
Vojska dinastije Čing je doživela velik udarec v kitajsko-japonski vojni 1894–1895, kar je spodbudilo njeno reformo. Med boksarsko vstajo je bila reforma še v zgodnjih fazah. 
Glavnino vojske Činga med boksarsko vstajo so tvorili vojaki iz Džilija in vojaki iz drugih provinc, ki so prišli šele po koncu glavnih spopadov. Različni viri število vojakov ocenjujejo na 110.000 do 360.000.
Neuspeh sil Činga, da bi se uprle zavezniškim silam, ni bil presenetljiv zaradi omejenega časa za reformo in dejstva, da se najboljše kitajske čete niso vojskovale, temveč so ostale v Huguangu in Šandongu. Posebno pomanjkljivo usposobljen je bil častniški zbor. Mnogim častnikom je primanjkovalo osnovnega znanja o strategiji in taktiki, četam na terenu pa niso aktivno poveljevali niti tisti, ki so bili usposobljeni. Redni vojaki so bili znani kot slabi strelci, medtem ko je bila konjenica slabo organizirana in ni bila izkoriščena v celoti. Taktično so Kitajci še vedno ohranjali svoje prepričanje o premoči obrambe. Pogosto so se umaknili takoj, ko so bili obkroženi, kar je bilo mogoče pripisati pomanjkanju bojnih izkušenj in usposabljanja ter pomanjkanju pobude poveljnikov, ki so se raje umaknili kot krenili v protinapad. V primerjavi s kitajsko-japonsko vojno je bil kljub temu dosežen opazen napredek,  saj kitajske čete niso množično bežale kot prej. Če bi jih vodili pogumni častniki, bi se čete pogosto borile do smrti, kot se je zgodilo pod Nje Šičengom in Ma Jukunom. Kitajsko topništvo je bilo bolj cejeno in je v bitki pri Tjencinu povzročilo veliko več žrtev kot kitajska pehota.

## Boksarska vojna

### Zaostrovanje krize
Januarja 1900 je cesarica vdova Ciši z večino konservativcev na cesarskem dvoru spremenila svoje stališče do boksarjev in izdala odloke v njihovo obrambo, kar je povzročilo proteste tujih sil. Ciši je pozvala provincialne oblasti, naj podprejo boksarje, vendar jih je to storilo le malo.(str.272) Spomladi 1900 se je boksarsko gibanje hitro širilo severno od Šandonga na podeželje blizu Pekinga. Boksarji so požigali krščanske cerkve, ubijali kitajske kristjane in ustrahovali kitajske uradnike, ki so jim stali na poti. Ameriški minister Edwin H. Conger je poslal Washingtonu telegram, da "cela država mrgoli lačnih, nezadovoljnih in brezupnih brezdelnežev".
30. maja so diplomati pod vodstvom britanskega ministra Claudea Maxwella MacDonalda od kitajskega dvora zahtevali, da v Peking pridejo tuji vojaki, da bi branili poslaništva. Kitajska vlada je nerada privolila in naslednji dan se je z vojnih ladij osmih držav izkrcalo  435 vojakov in z vlakom odpotovalo iz Daguja (Taku) proti Pekingu.
5. junija 1900 so boksarji prekinil železniško progo med Pekingom in Tjandžinom. 11. junija so vojaki generala Dong Fušjanga, ki so varovali južni del obzidanega dela Pekinga, pri mestnih vratih Jongding ubili tajnika japonske misije Sugijamo Akiro. Dongove čete so kmalu po prihodu v Peking tako zelo ogrožale tuje misije, da so za njihovo obrambo v Peking poklicani marince Združenih držav Amerike.
Nemški cesar Viljem II.  je bil tako vznemirjen zaradi kitajskih muslimanskih čet, da je prosil osmanskega sultana Abdula Hamida II., naj poskuša preprečiti napade muslimanskih čet. Sultan je leta 1901 na Kitajsko  poslal Enver pašo, vendar je bil upor takrat že končan.
11. junija 1900 so v diplomatski četrti v Pekingu videli prvega boksarja. Nemški vojaki so fanta ujeli in ga brez pravega razloga ubili. V odgovor je tisto popoldne v obzidano diplomatsko četrt Pekinga vdrlo na tisoče boksarjev in požgalo številne krščanske cerkve. Nekaj žrtev so žive zažgali.  Ameriški in britanski misijonarji so se zatekli v metodistični misijon, napad nanj pa so ameriški marinci odbili. Vojaki britanskega veleposlaništva in nemške misije so ustrelili in ubili več boksarjev. Muslimanski borci iz Gansuja in boksarji so se skupaj z drugimi Kitajci maščevali za tuje napade na Kitajce in pobili kitajske kristjane okoli poslaništev.

### Seymourjev pohod
Ko so razmere postajale vse bolj nasilne, so vlade osmih sil 10. junija 1900 iz Daguja v Peking poslale drugo večnacionalno vojsko 2000 mornarjev in marincev pod poveljstvom viceadmirala Edwarda Seymourja. Največ vojakov je bilo britanskih. Vojska se je s soglasjem kitajske vlade odpeljala z vlakom iz Daguja v Tjandžin. Ker je bila železniška proga od tam proti Pekingu uničena, se je Seymour odločil, da bo pot nadaljeval peš, če bo potrebno, saj je bilo do Pekinga le 120 km. 
Kitajski dvor je princa Činga pri Dzongli Jamenu zamenjali z mandžurskim princem Duanom, ki so ga tujci imenovali "Krvavi kralj". Duan je bil na strani boksarjev in proti tujcem in je kmalu ukazal napad na tuje sile. General Nie Šičeng, zmeden zaradi nasprotujočih si ukazov iz Pekinga, je spustil Seymourjevo vojsko mimo.
Po odhodu iz Tjandžina so sile hitro dosegle Langfang, kjer je bila železniška proga uničena. Seymourjevi inženirji so jo poskušali popraviti progo, potem pa so Kitajci njegovo vojsko obkolili in napadli. Pet tisoč Dong Fušjangovih "Gansujskih junakov" in neznano število koksarjev je 18. junija v bitki pri Langfangu doseglo drago, a veliko zmago nad Seymourjevimi enotami.
18. junija je Seymour izvedel za napade na diplomatsko četrt v Pekingu in se odločil nadaljevati pohod. 19. junija so uporniki njegovo vojsko ustavili in jo prisilili na umik proti jugu. Med umikajočimi je bilo več kot 200 ranjencev. Vojski je primanjkovalo hrane,  streliva in sanitetnega materiala. Na srečo so odkrili veliko skrito  skladišče streliva Čing, za katerega osem zavezniških vojsk prej ni vedelo. Vojska se je tam vkopala in čakala na pomoč. Obkolile so jo cesarske čete in boksarji in jo skoraj neprekinjeno napadale. Oblegancem je prišlo na pomoč 1800 mož, med njimi 900 ruskih vojakov in 500 britanskih mornarjev in prebilo blokado. Seymourjevi vojaki so pred umikom uničili orožje in strelivo, ki ga niso mogli odnesti, in se 26. junija brez odpora umaknili v Tjancin.  Seymourjeve izgube med odpravo so bile 62 mrtvih in 228 ranjenih. 

### Nasprotujoča si stališča cesarskega dvora
Cesarica vdova Ciši je 16. junija v Pekingu sklicala množični zbor svojega dvora, da bi dorekli, ali naj podprejo boksarje in izženejo tujce ali poiščejo diplomatsko rešitev. Visokemu uradniku, ki je dvomil v učinkovitost boksarjev, je odgovorila, da je ljudska podpora boksarjev na podeželju skoraj splošna in da bi bilo njihovo zatiranje težko in nepriljubljeno, zlasti med pohodom tujih čet.

### Obleganje pekinške diplomatske četrti
15. junija je kitajska cesarska vojska postavila morske mine v reko Bejhe (Pejho), da bi preprečila napad ladjevja osmih zavezniških držav. Po prekinitvi železniške proge in komunikacij med Tjandžinom in Pekingom so zavezniki znatno okrepili svojo vojaško prisotnosti. 17. junija so zavzeli utrdbe v Daguju, ki so branile dostope do Tjandžina, in nato dovažali vedno več vojakov. Cesarica vdova Ciši je še isti dan prejela ultimat z zahtevo, da Kitajska tujcem preda popoln nadzor nad vsemi svojimi vojaškimi in finančnimi zadevami. Cesarica je nanj pred celim Velikim svetom kljubovalno izjavila: "Tuje sile so zdaj  začele agresijo in izumrtje našega naroda je neizbežno. Če bi samo prekrižali roke in se jim predali, ne bi imela obraza, da bi po smrti srečala svoje prednike. Če že moramo izginiti, zakaj se ne borimo do smrti?" Cesarska vojska je na njen ukaz blokirala pekinško diplomatsko četrt in jo začela oblegati. Cesarica je ob tem izjavila: "Vedno sem menila, da je bilo leta 1860 zavezniškim vojskam dovoljeno prelahko pobegniti. Takrat je bilo potrebno le skupno prizadevanje, ki bi Kitajski prinesli zmago. Danes imamo končno priložnost za maščevanje".  Menila je, da se ji bodo v boju proti tujcem pridružili milijoni Kitajcev, saj so imeli od Mandžurcev "veliko koristi". Cesarica je diplomatom ukazala, da v 24 urah zapustijo mesto v spremstvu cesarske vojske.
Oblegani diplomati so se naslednje jutro sestali, da bi razpravljali o cesaričinem ultimatu. Večina se je hitro strinjala, da kitajski vojski ne morejo zaupati. Ker so se bali, da bi jih ubili, so  cesaričino zahtevo zavrnili. Nemški diplomat, baron Clemens von Ketteler, se je odločil, da bo svoje pritožbe posredoval cesarskemu dvoru. Baron je kljub nasvetom kolegov z enim samim pomočnikom in ekipo nosačev, ki so nosili njegov udobni stol, zapustil diplomatsko četrt. Na poti v cesarsko palačo ga je ubil mandžurski kapitan. Njegovemu pomočniku je uspelo pobegniti in obvestiti diplomate, ki so se odločili, da bodo še naprej kljubovali cesaričinemu ukazu, da zapustijo Peking. Začelo se je utrjevanje zgradb. Večina tujih civilistov, med njimi tudi veliko misijonarjev, se je zatekla v britansko poslaništvo, ki je bilo največje. Večina kitajskih kristjanov je bila nastanjena v sosednji palači princa Suja, ki so ga tuji vojaki prisilili oditi.
21. junija je cesarica vdova izdala cesarski odlok z izjavo, da so se začele sovražnosti, in ukazom, da se redna kitajska vojska pridruži boksarjem v njihovih napadih na invazijske čete. Odlok je bil de facto vojna napoved. Vojne niso uradno napovedali tudi zavezniki. Regionalni kitajski guvernerji na jugu, ki so poveljevali posodobljenim vojaškim enotam, so oblikovali Pakt vzajemne obrambe jugovzhodnih provinc. Cesaričine vojne napovedi niso priznali. Šteli so jo za nezakonito in jo zamolčali javnosti. Guverner Juan Šikaj je  vse svoje sile uporabil za zatiranje boksarjev v Šandongu, guverner  Džang pa se je začel pogajanja s tujci v Šanghaju, da bi svojo vojsko izvzel iz spopadov. Zaradi nevtralnosti teh pokrajinskih in regionalnih guvernerjev je večina kitajskih vojaških sil ostala iozven konflikta.
Poslaništva Združenega kraljestva, Francije, Nemčije, Italije, Avstro-Ogrske, Španije, Belgije, Nizozemske, ZDA, Rusije in Japonske so se nahajala v četrti južno od Prepovedanega mesta. Obleganje četrti se je začelo 20. junija in trajalo do 14. avgusta 1900.  Tja se je zateklo skupno 473 tujih civilistov, 409 vojakov, marincev in mornarjev iz osmih držav ter približno 3000 kitajskih kristjanov. Kompleks so branili z osebnim orožjem, tremi mitraljezi in starim topom, ki je dobil vzdevek Mednarodni top, ker je bila cev britanska, lafeta italijanska, granate ruske in posadka ameriška.  Obrambo je vodil britanski minister za Kitajsko Claud Maxwell MacDonald. Katoliško Severno stolnico (Bejtang) je branilo 43 francoskih in italijanskih vojakov, 33 tujih katoliških duhovnikov in redovnic ter približno 3200 kitajskih katoličanov. Branilci so trpeli zaradi pomanjkanja hrane in imeli velike izgube zaradi min, ki so jih Kitajci razstrelili v predorih pod mestom. Število kitajskih vojakov in boksarjev, ki so oblegali diplomatsko četrt in Bejtang, ni znano. Severno stolnico so napadali mandžurski praporščaki princa Dzajjija iz Tigrovega in Božanskega korpusa.
22. in 23. junija so kitajski vojaki in boksarji zažgali območja severno in zahodno od britanskega poslaništva, da bi zastrašili branilce. Požar je zajel tudi najstarejšo in najbogatejšo knjižnico na svetu. Za izgubo neprecenljivih knjig sta sprti strani obtoževali druga drugo.
Po neuspešnem zastraševanju s požarom so Kitajci okoli diplomatske četrti zgradili barikade in počasi pomikali proti središču. To taktiko so uporabili zlasti v delu, ki so ga branili japonski in italijanski mornarji in vojaki in kjer je živela večina kitajskih kristjanov. Posamezni nočni streli, petarde in topništvo so naredili malo škode, več žrtev na obeh straneh pa so povzročili ostrostrelci. Kitajci kljub  številčni premoči niso neposredno napadli, čeprav bi lahko v zelo kratkem času strli odpor branilcev. 
Nemci in Američani so branili verjetno najpomembnejši del položajev, 14 m visok in 12 m širok Tartarski (Mongolski) zid, ki je bil ključnega pomena za obrambo četrti. Kitajci so počasi napredovali in 30. junija pregnali Nemce z zidu. Ameriški marinci so ostali sami. Junija 1900 je nek Američan takole  opisal napad 20.000 boksarjev na obzidje:
Njihovo kričanje je bilo oglušujoče, medtem ko je grmenje gongov, bobnov in rogov zvenelo kot grom ... Mahali so z meči in topotali z nogami po tleh. Nosili so rdeče turbane, pasove in podvezice čez modro oblačilo. Bili so le še dvajset metrov od naših vrat. Tri ali štiri  salve iz pušk Lebel naših marincev so na tleh pustile več kot petdeset mrtvih.
Kmalu je postalo jasno, da bodo morali Američani napasti ali se umakniti. 3. julija ob 2. uri zjutraj je 56 britanskih, ruskih in ameriških marincev in mornarjev pod poveljstvom generala Myersa napadlo kitajsko barikado pred obzidjem. Napad je ujel Kitajce med spanjem. Ubitih je bilo približno dvajset Kitajcev, drugi pa so pobegnili z barikad. Po tem dogodku Kitajci niso več napadali Tartarskega zidu.
Britanski častnik in diplomat Claude MacDonald je dejal, da je bil 13. julij 1900 "najbolj mučen dan" obleganja. Japonci in Italijani so se morali umakniti na zadnjo obrambno črto, Francoze in Avstrijce pa so Kitajci s podzemno eksplozijo izrinili z večine francoskega poslaništva. 16. julija je bil ubit najsposobnejši britanski častnik,  novinar George Ernest Morrison pa je bil ranjen.  Ameriški minister Edwin Hurd Conger je vzpostavil stik s kitajsko vlado in dosegel, da so 17. julija so Kitajci razglasili premirje.

### Nasprotja na kitajski strani
Mandžurski general Ronglu je sklenil, da se je nesmiselno boriti proti vsem silam hkrati, in zavrnil svojo udeležbo v obleganju. Mandžurski princ Duan (Zajji), nasprotnik tujcev, je želel od Dong Fušjanga dobiti topništvo, da bi uničil diplomatsko četrt, vendar je Ronglu blokiral prevoz topov in preprečil topovski napad.  Ronglu je celo prisilil Dong Fušjanga in njegove čete, da so prenehale obleganje in uničevanje diplomatske četrti, s čimer je rešil tujce in ustvaril diplomatske koncesije.  Ronglu in princ Čing sta oblegancem poslala hrano in s svojimi mandžurskimi četami napadla gansujske muslimane. Z odloki sta ukazala zaščititi tujce, vendar jih gansujski bojevniki niso upoštevali. Ronglu je ukazal tudi to, da se pred boksarji zavaruje železniške proge. Rešeni deli železniških prog  so omogočile hiter prevoz tujih vojakov in kitajskih vojakov generala Njeja, ki so se borili proti upornikom. 
Šu Džingčeng, ki je služil kot odposlanec Činga v številnih predstavništvih držav, obleganih v diplomatski četrti,  je trdil, da sta "kršenje eksteritorialnosti diplomatskih predstavništev in ubijanje tujih diplomatov brez primere na Kitajskem in v tujini". Šu in pet drugih funkcionarjev je cesarico vdovo Ciši pozvalo, naj ukaže uničenje boksarjev, usmrtitev njihovih voditeljev in diplomatsko poravnavo s tujimi državami. Ogorčena cesarica vdova je Šuja in pet funkcionarjev obsodila na smrt zaradi "namerne in nesmiselne peticije na cesarskem dvoru" in "razvijanja subverzivne misli". Usmrčeni so bili 28. julija 1900, njihove odsekane glave pa so bile razstavljene na morišču Cajšikov v Pekingu. Cesarica vdova je kljub temu ukazala svoji vojski, da zaščiti diplomatsko četrt. 
Zaradi nasprotujočih si stališč in prednostnih nalog različnih sil, so razmere v Pekingu postajale vse bolj kaotične. Tuja poslaništva so bila še naprej obkrožena s cesarskimi silami Činga, ki naj bi jih zaščitile, in silami iz Gansuja, ki so jih napadale. Zdi se, da so Ronglujeve cesarske sile v veliki meri poskušale slediti odloku vdove cesarice Ciši in zaščititi poslaništva, da bi zadovoljile konservativce na cesarskem dvoru, pa so streljale tudi na poslaništva in poskušale narediti vtis, da tudi one napadajo tujce. Obleganci so zaradi pomanjkanja komunikacij z zunanjim svetom streljali na vse, ki so se pojavili, vključno s glasniki s cesarskega dvora, civilisti in oblegovalci vseh prepričanj.

### Gaseleejeve odprava
Tuje vojne ladje so krepile svojo prisotnost vzdolž severne kitajske obale od konca aprila 1900. V kitajsko prestolnico je bilo poslanih več različno uspešnih mednarodnih enot. Kitajske upornike je končno porazilo Zavezništvo osmih držav Avstro-Ogrske, Francije, Nemčije, Italije, Japonske, Rusije, Združenega kraljestva in ZDA. Nizozemska je neodvisno od zaveznikov julija poslala tri križarke za zaščito svojih državljanov v Šanghaju. 
Poveljnik vojske Zavezništva osmih držav, ki je na koncu štela 55.000 mož, je bil britanski generalpodpolkovnik Alfred Gaselee. Glavni kontingent so sestavljali Japonci (20.840), Rusi (13.150), Britanci (12.020), Francozi (3.520), Američani (3.420), Nemci (900), Italijani (80), avstro-agrski vojaki in protiboksarske kitajske enote. Prvi kitajski polk (Vejhavejski polk), hvaljen zaradi njegove uspešnosti, je bil sestavljen iz kitajskih kolaborantov, ki so služili v britanski vojski. Med pomembne dogodke na pohodu proti upornikom so spadali zavzetje utrdb Dagu, ki so obvladovale dostope k Tjandžinu, ter zajetje štirih kitajskih rušilcev. Med obleganimi tujci v Tjandžinu je bil mlad ameriški rudarski inženir Herbert Hoover, kasnejši 31. predsednik Združenih držav.
| Vojska Zavezništva osmih držav Reševanje pekinških diplomatskih predstavništev Vojaki Osmih zavezniških držav leta 1900 (brez Rusije); Od leve proti desni: Britanija, Združene države, Avstralija, Indija, Nemčija, Francija, Avstro-ogrska, Italija, Japonska |             |         |          |
| Država | Vojne ladje | Marinci | Pešci    |
| Japonski imperij | 18          | 540     | 20.300   |
| Ruski imperij | 10          | 750     | 12.400   |
| Združeno kraljestvo | 8           | 2.020   | 10.000   |
| Francija | 5           | 390     | 3.130    |
| Združene države Amerike | 2           | 295     | 3.125    |
| Nemško cesarstvo | 5           | 600     | 300      |
| Nemško cesarstvo | 2           | 80      | 2.500    |
| Kraljevina Italija | 4           | 296     | ni znano |
| Skupaj | 54          | 4.971   | 51.755   |

Mednarodne sile so 14. julija 1900  končno zavzele Tjandžin in utrpele največje izgube v boksarski vstaji. S Tjandžinom kot bazo za nadaljnje operacije so z okoli 20.000 vojaki odkorakale proti Pekingu, oddaljenem okoli 120 km. 4. avgusta jim je nasproti stalo približno 70.000 cesarskih vojakov Činga in od 50.000 do 100.000 boksarjev. Zavezniki so na poti proti Pekingu naleteli na manjši odpor v bitkah pri Bejcangu in Jangcunu. Veliko večja ovira je bilo vreme, ki je bilo izjemno vlažno in vroče, s temperaturami do 42 °C. Velika nadloga so bile tudi žuželke. Vojaki in konji so umirali  zaradi dehidracije. Vojake, ki so iskali vodo, so pobijali kitajski vaščani.
Obe vojski sta se obnašali zelo kruto. Zavezniški vojaki so obglavljali že mrtve kitajske vojake in nabadali na bajonete in obglavljali žive kitajske civiliste in posiljevali ženske in dekleta. Kitajci so se na zločine zaveznikov odzvali z nasiljem in krutostjo.  
Mednarodne sile so dosegle Peking 14. avgusta. Pekinško regijo so branile tri modernizirane divizije mandžurskih praporščakov, oborožene s sodobnimi repetirkami Mauser in Kruppovimi topovi. Dvema divizijama sta poveljevala protiboksarsko razpoložena princ Čing in Ronglu, tretji pa proti tujcem nastrojeni princ Duan. Njegova divizija Tigrov duh se je pridružila Gansujskim junakom in boksarjem v boju proti tujcem. 
Trdoživa vojska pod vodstvom Nje Šičenga je bila oborožena s sodobnim orožjem in se usposabljala v zahodnem slogu pod vodstvom nemških in ruskih častnikov. V bitki pri Tjencinu se je učinkovito upirala zaveznikom in jih presenetila z natančnostjo svojega topništva. Gansujske junake pod vodstvom Dong Fušjanga so nekateri viri opisali kot nedisciplinirane. Oboroženi so bili s sodobnim orožjem, vendar niso bili usposobljeni po zahodnjaških standardih. Nosili so  tradicionalne kitajske uniforme. Gansujski junaki so bili zaslužni za   poraz zaveznikov pri Langfangu v Seymourjevi ekspediciji in bili najbolj srditi oblegovalci  poslaništev v Pekingu. 
Britanska vojska je bila prva, ki je prišla do oblegane diplomatske četrti, in popoldne 14. avgusta razbremenila pritisk nanjo. Pekinško stolnico so 16. avgusta osvobodili japonski vojaki in za njimi, uradno, francoski.

### Evakuacija cesarskega dvora iz Pekinga v Šjan
Ko so tuje vojske dosegle Peking, je cesarski dvor pobegnil v Šjan s cesarico vdovo Ciši, preoblečeno v budistično nuno.(str.272–273) Potovanje je bilo zaradi pomanjkanja priprav naporno. Cesarica vdova je vztrajno trdila, da na gre za umik, ampak za inšpekcijo. Potovanje v Šjan v provinci Šanši je trajalo nekaj tednov. Mesto do varovali Gansujski junaki in je  bilo zaradi zavarovanih gorskih prelazov za tujce nedosegljivo. Zavezniška vojska ni dobila ukaza, naj cesarico vdovo zasleduje, in je ostala v Pekingu.

## Ruska invazija na Mandžurijo
Rusko cesarstvo in dinastija Čing sta vzdrževala dolgotrajen mir, ki se je začel z Nerčinskim sporazumom leta 1689. Rusija je kljub temu izkoristila kitajske poraze in uveljavila Ajgunski sporazum iz leta 1858 in Pekinški sporazum iz leta 1860, ki je nekdanje kitajsko ozemlje v Mandžuriji odstopil Rusiji.  Rusija si je prizadevala dobiti nadzor nad reko Amur za plovbo in pristaniščema Dajren in Port Arthur na polotoku Ljaodong, ki sta bili kopni celo leto. Vzpon Japonske kot azijske sile je sprožil zaskrbljenost Rusije, zlasti zaradi  širjenja japonskega vpliva v Koreji. Po japonski zmagi v prvi kitajsko-japonski vojni leta 1895 je trojna intervencija Rusije, Nemčije in Francije prisilila Japonsko, da vrne ozemlje, osvojeno na Ljaodongu, kar je vodilo v de facto kitajsko-rusko zavezništvo. 
Lokalni Kitajci v Mandžuriji so bili nad tem ruskim dosežkom ogorčeni  in so začeli nadlegovati Ruse in ruske institucije, kot je Kitajska vzhodna železnica. Junija 1900 so Kitajci bombardirali mesto Blagoveščensk na ruski strani Amurja. Carska vlada je napad izkoristila in zanj obtožila boksarje in tja poslala približno 200.000 vojakov, da bi jih zatrla. Kitajci so 27. julija s požigom uničili železniški most i in vojašnico, uničevali železniške proge, prerezali telegrafske linije ter požgali jantajske rudnike.
Kitajski razbojniki honghudzi iz Mandžurije, ki so se v vojni borili skupaj z boksarji, se po zatrtju upora boksarjev niso ustavili in so nadaljevali z gverilskim bojevanjem proti ruski okupaciji vse do rusko-japonske vojne, v kateri je Ruse premagala Japonska.

## Poboji misijonarjev in domačih kristjanov
Pravoslavne, protestantske in katoliške misijonarje ter njihove kitajske župljane so pobijali po vsej severni Kitajski. Nekatere so pobili boksarji, druge pa vladne enote in oblasti. Po vojni napovedi zahodnim silam junija 1900 je Jušjan, marca tistega leta imenovan za guvernerja Šanšija, izvajal brutalno politiko proti tujcem in kristjanom. 9. julija so se začela širiti poročila, da je usmrtil štiriinštirideset tujcev  iz misijonarskih družin, vključno z ženskami in otroki, ki jih je povabil v glavno mesto province Tajjuan z obljubo, da jih bo zaščitil. Četudi so se poročila domnevnih očividcev nedavno izkazala za neverjetna, je dogodek postal razvpit simbol kitajske jeze, znan kot pokol v Tajjuanu.
Baptistična misijonarska družba s sedežem v Angliji je odprla svojo misijon v Šanšiju leta 1877. Leta 1900 so bili vsi njeni tamkajšnji misijonarji ubiti, skupaj z vsemi 120 spreobrnjenci. Do konca poletja je bilo v provinci ubitih več tujcev in kar 2000 kitajskih kristjanov. Novinar in zgodovinski pisec Nat Brandt je pokol kristjanov v Šanšiju označil za "največjo posamezno tragedijo v zgodovini krščanskega evangeličanstva."
Ocenjuje se, da je bilo med boksarskim uporom v Pekingu ubitih 136 protestantskih misijonarjev in 53 otrok, 47 katoliških duhovnikov in redovnic, 30.000 kitajskih katoličanov, 2.000 kitajskih protestantov in 200 do 400 od 700 ruskih pravoslavnih kristjanov. Protestantske žrtve so bile leta 1900 poimenovane Kitajski mučeniki. 222 ruskih pravoslavnih kitajskih mučencev, vključno s sv. Mitrofanom, je bilo na prošnjo arhimandrita Inocencija, vodje ruske pravoslavne misije na Kitajskem, 22. aprila 1902  kanoniziranih v mučenike. Kanonizacija je bila prva po več kot dveh stoletjih. Boksarji so ubijali  kristjane v 26 prefekturah.

## Posledice

### Okupacija, ropanje in grozodejstva
Zavezništvo osmih narodov je zasedlo provinco Džili, medtem ko je Rusija zasedla Mandžurijo. Preostala Kitajska ni bila okupirana zaradi lokalnih guvernerjev Hanov, ki so ustanovili Vzajemno obrambo jugovzhodne Kitajske. Organizacija ni priznala vojne napovedi in je obdržala svojo vojsko na svojem ozemlju. Džang Džidong je britanskemu generalnemu konzulu Everardu Fraserju s sedežem v Hankovu, povedal, da prezira Mandžurce, s čimer se je izognil intervenciji Zavezništva osmih držav.
Peking, Tjandžin in provinco Džili so za več kot eno leto zasedle mednarodne ekspedicijske sile pod poveljstvom nemškega generala Alfreda Grafa von Walderseeja. Američani in Britanci so plačali generalu Juanu Šikaiju in njegovi vojski (Desna divizija), da so pomagali Zavezništvu osmih narodov zatirati boksarje. Sile Juan Šikaija so  v svoji kampanji proti boksarjem  v provincah Džili in Šandong ubile več desettisoč ljudi. Večina od sto tisoč prebivalcev ožjega Pekinga  v tem obdobju so bili Mandžurci in mongolski praporščaki iz Osmih praporov, ki so jih tja preselili po izgonu kitajskih Hanov leta 1644.  Japonski novinar Sawara Tokusuke je v "Raznih zapiskih o boksarjih" pisal o posilstvih mandžurskih in mongolskih deklet. Hči in žena mongolskega praporščaka Čongčija iz klana Alute sta bili domnevno skupinsko posiljeni. Čongčijevi sorodniki, vključno z njegovim sinom Baočujem, so se ubili, on sam pa se je ubil 26. avgusta 1900. 
Med napadi na domnevno boksarska območja so evropske in ameriške sile od septembra 1900 do marca 1901 uporabljale strategijo, ki so vključevale javna obglavljenja Kitajcev, domnevnih simpatizerjev boksarjev, sistematično plenjenje, rutinsko streljanje domačih živali in uničevanje pridelka, uničevanje verskih in javnih zgradb, sežiganje verskih besedil in posiljevanje kitajskih žensk in deklet.(str.212)
Cesar Viljem II. je 27. julija 1900 v svojem govoru med slovesnostjo ob odhodu nemških vojakov na pomoč na Kitajsko omenil vdore hunskih zavojevalcev v celinsko Evropo: 
Če naletite na sovražnika, bo poražen! Brez milosti! Ujetnikov ne boste jemali! Kdor vam pade v roke, je izgubljen. Tako kot so si pred tisoč leti Huni pod svojim kraljem Atilo ustvarili ime, zaradi katerega se še danes zdijo mogočni v zgodovini in legendah, vi na kitajskem potrdite nemško ime, da si ne bo noben Kitajec nikoli več drznil navzkriž pogledati Nemca.
Slednje je med prvo in drugo svetovno vojno obudila in izkoristila britanska  propaganda za norčevanje iz Nemčije.
Eden od časopisov je dogodke po obleganju diplomatske četrti označil za "karneval starodavnega plenjenja", drugi pa za "orgijo plenjenja" vojakov, civilistov in misijonarjev. Dogodki so spominjali na plenjenje pekinške Poletne palače med drugo opijsko vojno leta 1860. Vsaka narodnost je obtoževala druge, da so najhujši roparji. Ameriški diplomat Herbert G. Squiers je s plenom in zgodovinski predmeti napolnil več železniških vagonov. Britanska delegacija je vsako popoldne organizirala dražbe plena in razglasila: "Plenjenje s strani britanskih vojakov je bilo izvedeno na najbolj urejen način." Nek britanski častnik je  o tem zapisal: "Eden od nenapisanih vojnih zakonov je, da se mesto, ki se ne preda in se ga zavzame z napadom, zatem izropa." Preostanek leta 1900–1901 so Britanci prirejali dražbe plena vsak dan razen ob  nedeljah pred glavnimi vrati britanskega diplomatskega predstavništva. Številni tujci, vključno s sirom Claudom Maxwellom MacDonaldom in gospo Ethel MacDonald ter Georgeom Ernestom Morrisonom iz The Timesa, so bili aktivni dražitelji. Veliko naropanih predmetov je končalo v Evropi.  Katoliška severna stolnica Bejtang je bila "prodajalna za ukradeno lastnino." Ameriški poveljnik general Adna Chaffee je ameriškim vojakom prepovedal plenjenje, vendar prepoved ni učinkovala. Adna Chaffee je takole opisal dogodke: "Kjer je bil ubit en pravi boksar, je bilo ubitih še petdeset neškodljivih kulijev ali delavcev, vključno z nemalo ženskami in otroki."(str.213)
Nekaj zahodnih misijonarjev je aktivno sodelovalo pri pozivanju k maščevanju. Da bi vzpostavili prejšnji status misijonarjev in kitajskih krščanskih družin, katerih lastnina je bila uničena, je William Ament, misijonar ameriškega odbora komisarjev za tuje misije, vodil ameriške čete skozi vasi, kaznoval tiste, za katere je sumil, da so boksarji, in zaplenil njihovo premoženje. Ko je Mark Twain prebral poročilo o tej ekspediciji, je napisal oster esej "Osebi, ki sedi v temi", ki je napadel "prečastite razbojnike ameriškega odbora", še posebej pa se je osredotočil na Amenta, enega najbolj spoštovanih misijonarjev na Kitajskem. Polemike so se pojavljale na naslovnicah časnikov večino leta 1901. Amentov ženski pol je bila britanska misijonarka Georgina Smith, predsednica sodišča in porote v enem od pekinških okrožij.
Medtem ko so nekatera zgodovinska poročila poročala, da so bile japonske enote presenečene nad tem, da so druge enote zavezništva posiljevale domačinke, so druga poročala, da so japonske enote "ropale in požigale brez milosti"  in da je "na stotine kitajskih žensk in deklet naredilo samomor, da bi se izognile strašni usodi v rokah ruskih in japonskih divjakov". Roger Keyes, poveljnik britanskega rušilca Fame in udeleženec Gaseleejeve odprave, je opozoril, da so Japonci na fronto pripeljali svoje "polkovne dame" (prostitutke), da bi obrzdali svoje vojake pred posiljevanjem kitajskih žensk.
Novinar Daily Telegrapha E. J. Dillon je izjavil, da je videl pohabljena trupla Kitajk, ki so jih posilili in ubili zavezniški vojaki. Francoski poveljnik je zavrnil obtožbe za posilstva svojih vojakov zaradi "uglajenosti francoskega vojaka". Po besedah ameriškega stotnika Grotea Hutchesona so francoske sile požgale vse vasi, na katere so naletele na svojem  160 km dolgem pohodu proti Pekingu, in na pogorišča zasadile francosko zastavo.(str.215)
Številni mandžurski praporščaki so podpirali boksarje in z njimi delili sovražna čustva do tujcev. Po besedah zgodovinarke Pamele Crossley so njihove življenjske razmere segale "od obupne revščine do popolne bede". Ko je leta 1900 na tisoče Mandžurcev med boji pobegnilo na jug, so jim ruski kozaki ukradli govedo in konje in nato do tal požgali njihove vasi. Mnogo mandžurskih vojaških enot je bilo popolnoma uničenih. Mandžurskih vojakov niso ubijali samo v Mandžuriji, ampak tudi v Pekingu, ker je večina njih podpirala boksarje.   V pokolu, ki so ga zagrešili  ruski kozaki v štiriinšestdesetih vaseh vzhodno od reke (Amur) in Blagoveščensku, je bilo v 1266 gospodinjstvih ubitih  900 Daurjev in 4500 Mandžurcev. Požganih je bilo tudi veliko drugih mandžurrskih vasi.
Zavezništvo osmih držav je leta 1900 in 1901 usmrtilo ali prisililo k samomoru veliko članov  mandžurske kraljeve družine, uradnikov in častnikov. 31. decembra 1900 so nemški vojaki obglavili mandžurskega stotnika Enhaija, ki je ubil nemškga ministra za Kitajsko Clemensa von Kettelerja.

### Odškodnina
Potem ko so tuje vojske zavzele Peking, so nekateri svetovalci vdove cesarice Ciši zagovarjali nadaljevanje vojne in trdili, da bi Kitajska lahko premagala tujce. Trdili so, da sta Peking in Tjandžin padla zaradi nelojalnih in izdajalskih Kitajcev in da je notranjost Kitajske   nepregledna. Priporočili so tudi, naj Dong Fušjang nadaljuje boj. Cesarica vdova Ciši je bila pragmatična in se je odločila, da so ponujeni mirovni pogoji dovolj velikodušni, in jih je sprejela, ko so ji zagotovili nadaljnjo vladavino po vojni in obljubili, da Kitajska ne bo prisiljena odstopiti nobenega ozemlja.
7. septembra 1901 se je cesarski dvor Činga strinjal s podpisom Boksarskega protokola, znanega tudi kot Mirovni sporazum med Zavezništvom osmih držav in Kitajsko. Protokol je določal usmrtitev 10 visokih uradnikov, povezanih z izbruhom vstaje, in drugih uradnikov, ki so bili spoznani za krive za poboje tujcev na Kitajskem. V imenu Nemčije, Velike Britanije in Japonske so sporazum podpisali Alfons Mumm (Freiherr von Schwarzenstein), Ernest Satow in Komura Jutaro. 
Kitajska je pristala na plačlio vojne odškodnine v višini 450.000.000 taelov čistega srebra (≈ 17.000 t) za izgube, ki jih je povzročila. Odškodnina naj bi bila plačana do leta 1940. V 39 letih je odškodnina s 4% letnimi obrestmi znašala 982.238.150 taelov. Za lažje odplačevanje so bile obstoječe tarife povečane s 3,18 na 5 odstotkov. Obdavčeno je bilo tudi blago, ki je bilo dotlej prosto dajatev. Odškodnina je bila izračunana na oceni števila prebivalcev. Leta 1900 naj bi jih bilo približno 450 milijonov, vsak Kitajec  pa naj bi plačal en tael. Odškodnina se je plačevala iz carinskih prihodkov in davka na sol. Kitajska je od leta 1901 do 1939 plačala 668.661.220 taelov srebra, kar bi leta 2010 ustrezalo približno 61 milijardam ameriških dolarjev.
Velik del odškodnin, plačanih Združenim državam, je bil preusmerjen za plačilo izobraževanja kitajskih študentov na ameriških univerzah v okviru Boxer Indemnity Scholarship Program. Za pripravo študentov, izbranih za ta program, je bil ustanovljen inštitut za poučevanje angleškega jezika, ki je bil hkrati pripravljalna šola. Iz tega inštituta je nastala univerza Cinghua. 
Prekomorska misijonarska agencija (OMF International) je na Kitajskem izgubila več članov kot katera koli druga misijonarska agencija. Ubitih je bilo 58 odraslih in 21 otrok. Zavezniki so leta 1901 zanje zahtevali  odškodnino od kitajske vlade, vendar je Hudson Taylor ni hotel sprejeti,  da bi Kitajcem pokazal Kristusovo krotkost in nežnost.
Belgijski katoliški apostolski vikar v Ordosu msgr. Alfons Bermyn je želel, da bi bile tuje enote nameščene tudi v Notranji Mongoliji, vendar je guverner to zavrnil. Bermyn je prošnjo podprl s trditvijo, da mongolske čete princa Duana in muslimanske čete generala Dong Fušjanga grozijo katoličanom. Kasneje se je izkazalo, da je Bermynov incident zlagan. Po besedah mongolskega zgodovinarja Širnuta Sodbiliga so zahodni katoliški misijonarji prisilili Mongole, da so predali svojo zemljo kitajskim katolikom Hana kot del boksarskih odškodnin. Mongoli so  v boksarski vstaji sodelovali v napadih na katoliške misije.
Vlada Činga ni kapitulirala pred vsemi tujimi zahtevami. Mandžurski guverner Jušjan je bil usmrčen, usmrtitev kitajskega generala Dong Fušjanga pa je cesarsko sodišče zavrnilo, čeprav je med uporom spodbujal ubijanje tujcev. Dong se je po posredovanju cesarice vrnil iz ujetništva in živel razkošno in oblastno življenje v "izgnanstvu" v svoji domači provinci Gansu. Po smrti leta 1908 so mu vrnili vse odzete časti in ga pokopali z vsemi vojaškimi častmi.
Odškodnina ni bila nikoli  plačana v celoti in je bila med drugo svetovno vojno preklicana.(str.14)

## Dolgoročne posledice
Okupacija Pekinga s strani tujih sil in neuspeh boksarske vstaje sta dodatno oslabila podporo dinastiji Čing.(str.14) Podpora reformam se je zmanjšala, podpora revoluciji pa povečala.(str.14)  V desetih letih po boksarski vstaji se je število uporov na Kitajskem povečalo, zlasti na jugu.(str.14) Narasla je podpora  Tongmenghuju, zavezništvu skupin proti Čingu, ki je kasneje postal Kuomintang.(str.14)
Cesarico vdova Ciši so vrnili v Peking, ker so okupacijske sile menile, da je ohranitev vladavina Čingov najboljši način za obvladovanje Kitajske.(str.273)  Dinastija Čing si je še nekaj časa  prizadevala reformirati državo.(str.14)  Leta 1905 je odpravila cesarske izpite in poskušala postopno uvesti posvetovalne svete.(str.15)   Skupaj z oblikovanjem novih vojaških in policijskih organizacij so reforme poenostavile centralno birokracijo in začele  prenavljati davčno politiko. Vsa ta prizadevanja niso zadostovala za ohranitev dinastije Čing, ki je bila strmoglavljena v revoluciji leta 1911.(str.15)
Evropske države kot prevladujočo tujo silo je po boksarski vstaji in zmagi v prvi kitajsko japonski vojni zamenjala Japonska. Po zmagi Japonske v rusko-japonski vojni 1904-1905 je ruski vpliv v južni polovici Mandžurije zamenjal japonski. Japonska je tako vojaško kot kulturno postala dominanta sila v azijskih zadevah. V dogajanje so bili vključeni številni kitajski učenjaki, ki so se izobraževali tudi na Japonskem. Najvidnejši med njimi je bil  Sun Jatsen, ki je kasneje na Kitajskem ustanovil nacionalistični Kuomintang. 
Oktobra 1900 je Rusija zasedla del Mandžurije, kar je ogrozilo anglo-ameriške upe, da bodo ohranili odprtost države za trgovino v skladu s politiko odprtih vrat. 
Spopad Japonske z Rusijo zaradi Ljaodonga in drugih provinc v vzhodni Mandžuriji zaradi ruskega nespoštovanja Boksarskega protokola, ki je zahteval njihov umik, je po dveh letih neuspešnih pogajanj leta 1904 prerasel v rusko-japonsko vojno. Vojna se je naslednje leto končala z zmago vse bolj samozavestne Japonske. 
Ameriški predsednik William McKinley je naredil zgodovinski korak pri preoblikovanju pooblastil ameriškega predsednika. Na Kitajsko je v boj proti boksarjem, ki jih je podpirala kitajska vlada, poslal pet tisoč vojakov, ne da bi se pred tem posvetoval s Kongresom, kaj šele, da bi pridobil vojno napoved. Predsedniki pred njim so proti nevladnim skupinam uporabili vojsko samo v primerih, ko so bili ogroženi interesi in državljani ZDA. Vojsko je uporabil proti priznani vladi in brez upoštevanja določb ameriške ustave, kdo naj  napove vojno.  

## Polemike in spreminjanje pogledov na boksarje
Na boksarje se je od samega začetka gledalo različno. Prvi so jih imeli za protiimperialistične, domoljubne in protinacionalistične borce, drugi pa za necivilizirane, iracionalne in jalove nasprotnike neizogibnih sprememb. Zgodovinar Joseph Esherick trdi, da v kitajski zgodovini ni bilo nobenega večjega incidenta, ki bi imel tako širok razpon strokovnih interpretacij.
Boksarji so naleteli na obsodbe tistih, ki so hoteli Kitajsko modernizirati po zahodnih civilizacijskih modelih. Sun Jatsen, ustanovitelj Republike Kitajske in Kuomintanga (kitajske nacionalistične stranke), si je takrat prizadeval za strmoglavljenje dinastije Čing, vendar je bil prepričan, da je vlada s širjenjem govoric povzročila zmedo med prebivalstvom in spodbudila boksarsko gibanje. Boksarje je ostro kritiziral kot protiljudske in mračnjaške. Občudoval je njihov uporniški duh, a jih je hkrati imenoval banditi. Študenti, ki so študirali na Japonskem, so bili razdvojeni. Nekateri so izjavili, da so bili boksarji nevedni in trmasti ljudje, vendar so bila njihova prepričanja pogumna in pravična in bi jih bilo mogoče spremeniti v silo za dosego neodvisnosti.
Po padcu dinastije Čing leta 1911 so nacionalistični Kitajci postali bolj naklonjeni boksarjem. Leta 1918 je Sun Jatsen pohvalil njihov borbeni duh in dejal, da so bili boksarji pogumni in neustrašni v boju do smrti proti vojskam zavezništva, zlasti v bitki pri Jangcunu. Kitajski liberalci, kot je bil Hu Ših, ki je Kitajsko pozival k modernizaciji, so boksarje še vedno obsojali zaradi njihove neracionalnosti in barbarstva. Čen Dušju, vodja gibanja za novo kulturo, je  boksarjem odpustil barbarstvo glede na zločine, ki so jih na Kitajskem zagrešili tujci, in trdil, da si tisti, ki so se podredili tujcem, zaslužijo obsodbo.
V drugih državah so bili pogledi na boksarje zapleteni in sporni. Mark Twain je rekel, da je "boksar patriot. Svojo državo ljubi bolj kot države drugih ljudi. Želim mu uspeh." Ruski pisatelj Lev Nikolajevič Tolstoj je prav tako hvalil boksarje in obtožil carja Nikolaja II. in cesarja Viljema II. Nemškega, da sta glavna odgovorna za ropanje, posilstva, umore in "krščansko brutalnost" ruskih in zahodnih čet. Ruski revolucionar Vladimir Lenin se je norčeval iz trditve ruske vlade, da ščiti krščansko civilizacijo: "Uboga cesarska vlada! Tako krščansko nesebična, a tako neupravičeno obrekovana! Pred nekaj leti je nesebično zavzela Port Arthur, zdaj pa nesebično zaseda Mandžurijo; obmejne kitajske province je nesebično preplavila s hordami izvajalcev, inženirjev in častnikov, ki so s svojim ravnanjem zbudili ogorčenje celo Kitajcev, znanih po svoji poslušnosti". Ruski časopis Amurskij kraj je kritiziral umore nedolžnih civilistov in obtožil, da bi "civiliziranemu krščanskemu narodu" bolj ustrezali izrazi zadržanost, civilizacija in kultura kot rasno sovraštvo in uničenje. Časopis je spraševal: "Kaj naj rečemo civiliziranim ljudem? Morali jim bomo reči: 'Ne imejte nas več za brate. Smo zlobni in strašni ljudje; pobili smo tiste, ki so se skrivali pri nas, ki so iskali našo zaščito.'"
V podporo boksarjem so se izrekli celo nekateri ameriški cerkveni dostojanstveniki. Evangeličanski prečastiti dr. George F. Pentecost dejal, da je bila vstaja boksarjev: 
"... domoljubno gibanje za izgon tujih hudičev – samo to – tujih hudičev. Predpostavimo, da bi veliki evropski narodi sestavili svoja ladjevja,  prišli sem, zavzeli Portland, se pomaknili do Bostona, nato New Yorka, nato Filadelfije in tako naprej po atlantski obali in okoli zaliva Galveston? Recimo, da bi zavzeli ta pristaniška mesta, naše ljudi pregnali v zaledje, zgradili velika skladišča in tovarne, pripeljali skupino razuzdanih agentov in naše ljudi mirno obvestili, da bodo odslej oni upravljali trgovino v državi? Ali ne bi imeli tudi mi boksarskega gibanja, ki bi te tuje evropske krščanske hudiče pregnalo iz naše države?" 
Bengalski polihistor in Nobelov nagrajenec Rabindranath Tagore je napadel evropske kolonialiste. Številni indijski  vojaki v britanski indijski vojski so simpatizirali z boksarji in leta 1994 je indijska vojska Kitajski vrnila zvon, ki so ga britanski vojaki uplenili v Nebeškem templju.
V Veliki Britaniji so dogodki pustili globok pečat. Zgodovinar Robert Bickers je opozoril, da je bila za britansko vlado boksarske vstaja   "ekvivalent indijskega 'upora'", dogodki med vstajo pa so v britanski javnosti vplivali na idejo rumene nevarnosti. Kitajsko nacionalistično revolucijo v 1920. letih in celo dejavnosti Rdeče garde v 1960. letih se je dojemalo kot odsev boksarske vstaje.
Na  Tajvanu in v Hongkongu zgodovinski učbeniki pogosto predstavljajo boksarsko gibanje kot iracionalno, v Ljudski republiki Kitajski pa učbeniki opisujejo boksarsko gibanje kot protiimperialistično, domoljubno kmečko gibanje, ki je propadlo zaradi pomanjkanja vodstva sodobnega delavskega razreda, mednarodno vojsko pa kot invazivno silo. V zadnjih desetletjih so obsežne raziskave na terenu in v arhivih privedle do manj črno belega pogleda na dogajanja. Nekateri nekitajski znanstveniki na gibanje gledajo kot na protiimperialistično, drugi pa menijo, da je izraz nacionalističen neskladen, ker kitajski narod takrat še ni bil oblikovan, boksarji pa so se ukvarjali z bolj regionalnimi vprašanji.  
Zadnja leta se v Ljudski republiki Kitajski veliko razpravlja o boksarjih. Leta 1998 je kritični znanstvenik Vang Ji trdil, da imajo boksarji skupne značilnosti z ekstremizmom kulturne revolucije. Oba dogodka sta imela na zunanjepolitičnem področju za cilj "likvidacijo vseh škodljivcev", na notranjepolitičnem področju pa "odpravo slabih prvin vseh opisov". Leta 2006 je Juan Vejši, profesor filozofije na univerzi Džongšan v Guangdžovu, zapisal, da so boksarji s svojimi "zločinskimi dejanji prinesli neizrekljivo trpljenje narodu in ljudem! To so dejstva, ki jih vsi poznajo, in nacionalna sramota je, da jih Kitajci ne morejo pozabiti".  Juan je obtožil državo, da zgodovinski učbeniki niso bili nevtralni, saj boksarsko vstajo predstavljajo kot "veličasten podvig patriotizma" in ne, da je bila večina boksarskih upornikov nasilnih. V odgovor so nekateri Juana Vejšija označili za izdajalca.

## Ime
Ime "boksarska vstaja" (ali upor) je po mnenju sodobnega zgodovinarja W. Eshericka povsem napačno, saj se boksarji "nikoli niso uprli mandžurskim vladarjem Kitajske in njihovi dinastiji Čing". Najpogostejši slogan boksarjev skozi celo zgodovino gibanja je bil  podprite Čing, uničite tuje, kjer je 'tuje' jasno pomenilo tujo vero, krščanstvo, v krščanstvo spreobrnjene Kitajce in tujce same. Ko so gibanje s pomočjo zavezniških tujih vojsk zatrli, so tako tuje sile kot vplivni kitajski uradniki spoznali, da bo morala na Kitajskem na oblasti ostati dinastija Čing, ker bo le ta sposobna vzdrževati red, pobirati davke in plačati odškodnino. Da bi rešili obraz cesarice vdove Ciši in članov cesarskega dvora, so vsi začeli trditi, da so bili boksarji uporniki in da je edina podpora, ki so jo boksarji prejeli s cesarskega dvora, prišla od nekaj mandžurskih knezov. Esherick zaključuje, da je bil izvor izraza "vstaja" povsem političen in oportunističen, vendar je imel izjemno moč, zlasti v časopisnih poročilih.
6. junija 1900 je londonski The Times zapisal izraz "vstaja" v narekovajih, verjetno zato, da bi nakazal svoje mnenje, da je upor dejansko spodbudila vdova cesarica Ciši. Zgodovinar Lanšin Šjang vstajo označuje za "tako imenovani 'boksarski upor'" in navaja tudi, da "čeprav kmečki upor ni bil nič novega v kitajski zgodovini, je bil v resnici vojna proti najmočnejšim državam sveta." Druga novejša zahodna dela vstajo označujejo kot "boksarsko gibanje", "boksarsko vojno" ali gibanje Jihetuan, kitajske študije pa upor imenujejo 义和团运动 (Yihetuan yundong), to je "gibanje Jihetuan". Nemški znanstvenik Thoralf Klein v svoji razpravi o splošnih in pravnih posledicah terminologije ugotavlja, da so vsi izrazi, vključno s kitajskimi, "posmrtne interpretacije konflikta". Trdi, da vsak izraz, pa naj bo to "vstaja", "upor" ali "gibanje", implicira zgrešeno definicijo konflikta. Tudi izraz "boksarska vojna", ki so ga pogosto uporabljali znanstveniki na Zahodu, sproža vprašanja, ker nobena stran ni uradno napovedala vojne. Cesarski edikti z dne 21. junija govorijo,  da so se začele sovražnosti in usmerjali redno kitajsko vojsko, naj se pridruži boksarjem proti zavezniškim vojskam. To je bila de facto vojna napoved. Zavezniške čete so se obnašale kot vojska,  ki pripravlja na kazensko ekspedicijo v kolonialnem slogu, in ne kot vojska v napovedani vojni s pravnimi omejitvami. Zavezniki so izkoristili dejstvo, da Kitajska ni podpisala "Zakonov in običajev vojne na kopnem", ključnega dokumenta, podpisanega na Haaški mirovni konferenci leta 1899. Trdili so, da je Kitajska kršila določbe, ki so jih sami ignorirali.
Obstajajo tudi razlike v izrazih, ki se nanašajo na borce. Prva poročila, ki so prišla s Kitajske leta 1898, so vaške aktiviste omenjala kot "jihečuan" (Wade–Giles: I Ho Ch'uan). Najzgodnejša uporaba izraza "boksar" je v pismu, ki ga je septembra 1899 v Šandongu napisala misijonarka Grace Newton. Iz konteksta pisma je razvidno, da je bil, ko je bilo pismo napisano, "boksar" že dobro znan izraz, ki sta ga verjetno skovala Arthur H. Smith ali Henry Porter, misijonarja, ki sta prav tako prebivala v Šandongu. Arthur H. Smith v svoji knjigi iz leta 1902 pravi, da ime: 
"... 'i ho čuan' dobesedno pomeni 'pest (čuan) pravičnosti (ali javnosti) (i) harmonije (ho)'  v očitni aluziji na moč združene sile, ki jo je imela.  Ker kitajska besedna zveza 'pesti in noge' označuje boks in rokoborbo, se je zdelo, da za privržence sekte ni primernejšega izraza kot 'boksarji'. Poimenovanje, ki sta ga najprej uporabila en ali dva misijonska dopisnika tujih časopisov na Kitajskem je bil kasneje vsesplošno sprejet zaradi težav pri oblikovanju boljšega."

## Medijska podoba vstaje
Do leta 1900 so dozorele številne nove oblike medijev, vključno z ilustriranimi časopisi in revijami, razglednicami in oglasi, ki so vsi prikazovali boksarje in tuje invazivne vojske. O uporu so v tujem ilustriranem tisku poročali umetniki in fotografi. Objavljale so se tudi slike in grafike, vključno z japonskimi lesorezi. V naslednjih desetletjih so boksarji postali stalna tema komentatorjev, pogledi nanje pa zelo različni. 
- V poljski drami  Svatba (poljsko Wesele) Stanisława Wyspiańskega, ki je bila prvič objavljena 16. marca 1901, še preden je bil upor dokončno zadušen, nek bralec postavlja novinarju eno od najbolj znanih vprašanj v zgodovini poljske književnosti: "Cóż tam, panie, w polityce? Chińczyki trzymają się mocno!?" (Kako stojijo stvari v politiki, gospod? Se Kitajci trdno držijo!?).[157]
- Liu E. v Potovanjih Lao Cana (pinjin Lǎo Cán Yóujì)[158] prikazuje poštenega uradnika, ki poskuša izvesti reforme, in boksarje kot sektaške upornike.
- Film  55 dni v Pekingu v režiji Nicholasa Raya je bil posnet leta 1963. Glavne vloge igrajo Charlton Heston, Ava Gardner in David Niven.[159]
- Leta 1975 je hongkonški studio Shaw Brothers produciral film Boksarska vstaja (kitajsko 八國聯軍, pinjin bāguó liánjūn, Wade–Giles: Pa Kuo lien chun; dobesedno 'Zavezniška vojska osmih narodov') pod režisersko taktirko Čang Čeha.[160]
- Roman Zadnja cesarica (The Last Empress, Boston, 2007), avtorice Anchee Min, opisuje dolgo vladavino cesarice vdove Ciši, v kateri je obleganje diplomatskih predstavništev eden od vrhuncev romana.
- Roman Nobelovega nagrajenca Mo Yana Smrt na sandalovem kolu (檀香刑) prikazuje poglede vaščanov na boksarsko vstajo.[161]